# Netscape Enterprise Server
A Netscape Enterprise Server egy webkiszolgáló volt, melyet eredetileg a Netscape Communications Corporation fejlesztett ki. A terméket a Sun Microsystems által történt felvásárlása után átnevezték Sun Java System Web Server-re. A Sun Microsystems a Netscape Enterprise Server forráskódját megnyitotta  BSD licenc alatt 2009 januárjában.

## Főbb verziók
- Netscape Enterprise Server 6.1
- Netscape Enterprise Server 6.0. kiadva 2001. november 19-én.
- Netscape Enterprise Server 4.1
- Netscape Enterprise Server 4.0.1
- Netscape Enterprise Server 4.0. kiadva 1999. szeptemberben.
- Netscape Enterprise Server 3.6 SP3
- Netscape Enterprise Server 3.6 SP2
- Netscape Enterprise Server 3.6 SP1
- Netscape Enterprise Server 3.6. kiadva 1999. januárban.
- Netscape Enterprise Server 3.5.1
- Netscape Enterprise Server 3.0.1
- Netscape Enterprise Server 3.0
- Netscape Enterprise Server 2.0.1. kiadva 1996. novemberben.
- Netscape Enterprise Server 2.0. kiadva 1996. március 5-én.[2]
- Netscape Enterprise Server 1.0. kiadva 1994. december.[3]

## Lásd még
- Webszerverek összehasonlítása
- Oracle iPlanet
- Server-side JavaScript
- Netscape Server Application Programming Interface

## Külső hivatkozások
- Netscape Enterprise Server Documentation, redhat.com
- Netscape Enterprise Server Documentation, netscape.com
  - 6.1 Release Notes